# فرار (اسم)
فرار هو اسم علم مذكر من أصل عربي، ومعناه هو صيغة مبالغة لاسم الفاعل فار وهوالكثير الهروب والفر، والفرار الزئبق.

## الأصل اللغوي
اسم "فرار" مشتق من الفعل "فرّ" في اللغة العربية، الذي يعني الابتعاد بسرعة عن مكان ما أو شخص ما بسبب الخطر أو الخوف. يُستخدم المصطلح لوصف عملية الهروب أو الابتعاد بسرعة من موقف أو مكان معين، سواء كانت هذه الهروب نتيجة للخوف، الضغط، أو أي سبب آخر.

## وصلات خارجية
- موسوعة السلطان قابوس لأسماء العرب نسخة محفوظة 5 أبريل 2019 على موقع واي باك مشين.